# 突貫驛長
『突貫驛長』（とっかんえきちょう）は、東宝が1945年（昭和20年）に製作した日本の映画である。『陸運新報』に連載された松下井知夫の4コマ漫画を原作としている。基本的には喜劇映画だが、国策映画の要素も強い。作中では駅長と助役以外の駅員が全員女性になっているなど戦争末期の鉄道の様子がわかる。また、国鉄と日本通運の作業員との協力関係もよくわかる。

## キャスト
- 古川緑波
- 志村喬
- 山根寿子
- 英百合子
- 岸井明
- 渡辺篤
- 高勢実乗
- 坊屋三郎